# Eduard Tortajada Molina
Eduard Tortajada Molina   (Sant Adrià de Besòs, 1953 - Badalona, 19 de setembre de 2024) va ser un arquitecte i polític català. Va ser regidor de l'Ajuntament de Badalona pel Partit dels Socialistes de Catalunya de 1983 a 2007.
Va néixer a Sant Adrià de Besòs el 1953. Va llicenciar-se en arquitectura a l'Escola Tècnica Superior d'Arquitectura de Barcelona de la Universitat Politècnica de Catalunya. Militant del Partit dels Socialistes des dels inicis de la democràcia, va ser elegit regidor de l'Ajuntament de Badalona el 1983 i va ser reelegit en sis ocasions ocupant el càrrec fins a 2007. Va exercir diverses responsabilitats durant les alcaldies de Joan Blanch i Maite Arqué, entre les quals la regidoria de Seguretat Ciutadana. Després de les tensions amb Blanch el 1999 per qui havia de ser el candidat a l'alcaldia, va esdevenir mà dreta d'Arqué i va ocupar la primera tinença d'alcaldia. El 2005, després de la clausura d'una mesquita sense llicència al barri de La Pau, va acordar amb la comunitat religiosa la cessió d'un local per a ús religiós al barri del Gorg.
El 2007 ja no va ser inclòs a la llista electoral, sembla que amb la voluntat dels socialistes de presentar una candidatura totalment renovada. Després de la sortida de l'Ajuntament va desaparèixer del panorama polític local durant uns anys, i va tornar a l'activitat professional com a directiu urbanístic d'una entitat de foment i desenvolupament econòmic. El 2011 va publicar el llibre La porta de la intel·ligència i va reaparèixer en l'àmbit polític local socialista coincidint amb la pèrdua de l'alcaldia a mans de Xavier García Albiol.
Des de 2009 va conrear la pintura, si bé ho havia fet anteriorment durant la seva etapa universitària. El 2013 va presentar l'exposició Pintura i emocions a la sala d'exposicions El Refugi de la plaça de la Vila de Badalona.
Va morir el 19 de setembre de 2024. Amb motiu del fet, l'Ajuntament de Badalona va mostrar les seves condolences.